# Parempuyre
Parempuyre é uma comuna francesa na região administrativa da Nova Aquitânia, no departamento da Gironda. Estende-se por uma área de 21,84 km². Em 2010 a comuna tinha 9 045 habitantes (densidade: 414,1 hab./km²).